# Urszulanki
Urszulanki – zakony żeńskie, których członkinie – popularnie nazywane są urszulankami – nawiązują swą działalnością do Towarzystwa Świętej Urszuli powołanego do życia w XVI wieku przez tercjarkę franciszkańską św. Anielę Merici i kontynuują jego tradycję jako niezależne i samodzielne gałęzie rodziny urszulańskiej.
Zakony:
- Zakon Sióstr Urszulanek Unii Rzymskiej (urszulanki OSU)
- Zgromadzenie Sióstr Urszulanek Maryi Panny Niepokalanej z Gandino (urszulanki OMVI)
- Zgromadzenie Sióstr Urszulanek Serca Jezusa Konającego (urszulanki USJK, urszulanki szare)